# Bloodsport (album)
Bloodsport è il terzo album in studio del gruppo musicale inglese Sneaker Pimps, pubblicato nel 2002.

## Tracce
1. Kiro TV – 3:45
2. Sick – 4:15
3. Small Town Witch – 4:48
4. Black Sheep – 4:01
5. Loretta Young Silks – 5:58
6. M'aidez – 5:12
7. The Fuel – 4:51
8. Bloodsport – 5:24
9. Think Harder – 4:44
10. Blue Movie – 4:08
11. Grazes – 6:44